# Tyro, Kansas
Tyro är en ort i Montgomery County i Kansas. Vid 2010 års folkräkning hade Tyro 220 invånare.